# フィリッポ・コスタ
フィリッポ・コスタ（Fillipo Costa、1995年5月21日 - ）は、イタリア・ノヴェンタ・ヴィチェンティーナ出身のサッカー選手。ポジションはMF、DF。LRヴィチェンツァ所属。

## 経歴
ACキエーヴォ・ヴェローナの下部組織出身。2015年7月、イングランド・プレミアリーグのAFCボーンマスに期限付き移籍を果たすが、出場機会はなかった。
2017年1月、S.P.A.L.に買い取りオプション付きで期限付き移籍。同年6月に100万ユーロで完全移籍した。
2019年7月13日、SSCナポリに移籍した。